# Зеленская, Александра Матвеевна
Александра Матвеевна Зеленская (укр. Олександра Матвіївна Зеленська; 5 апреля 1927—?) — политзаключённая ГУЛАГа, председатель забастовочного комитета 6-го (женского) лаготделения Горлага.

## Биография
Родилась и жила в селе Пустомыты в Волынском воеводстве Польши. По национальности украинка. По официальным данным образование 4 класса:399. Из крестьян, жила работой в личном подсобном хозяйстве. По другим сведениям имела специальность бухгалтера. В каких-либо политических партиях не состояла.
В справке из личного лагерного дела сказано, что Зеленская «с 1943 года имела связь с бандой УПА». Это обвинение строилось на том, что она «систематически принимала в свой дом бандитов и обеспечивала их продуктами питания»:673. 23 апреля 1946 года по этой причине арестована. 2 июля 1946 по обвинению по статьям 54-1а, 54-11 УК УССР осуждена Военным Трибуналом МВД Волынской области на 10 лет ИТЛ и 5 лет лишения политических прав. Этапирована в Песчанлаг.
22 марта 1952 года снова арестована в Песчанлаге. Обвинена в том, что в 1951 году «создала в лагере антисоветскую националистическую группу, систематически высказывала антисоветские пораженческие измышления»:673. Также Зеленскую обвинили в том, что она «изготовила националистический флаг и штамп для изготовления антисоветских документов»:673. Осуждена по статьям 58-10, 58-11 УК РСФСР на 10 лет лишения свободы. Под «антисоветскими документами» понималось печатание подпольных листовок и карикатур, у Зеленской нашли при обыске штамп-клише и два оттиска. Кроме того, под полом одного из бараков был обнаружен самодельный флаг с вышитым гербом Украины, однако по сведениям исследовательницы истории норильского восстания А. Б. Макаровой следствию не удалось доказать причастность Зеленской к изготовлению флага. Зеленскую также подозревали в соучастии в поджоге пяти бараков в лагпункте Песчанлага Карабас и подготовке других акций, но эти обвинения также остались не доказанными.
Одна из немногих женщин, отправленных в Норильск со штрафным «карагандинским» этапом. В сентябре 1952 года доставлена в 6 лаготделение Горлага.

### Участие в Норильском восстании
Женское лаготделение подключилось к забастовке на два дня позже чем 4-е и 5-е мужские. Член забастовочного комитета во время Норильского восстания.
7 июня 1953 вместе с ещё 6 заключёнными на встрече с комиссией МВД СССР передала ей требования бастующих:339-340.
Предложила лозунг «Свобода или смерть!»
6 июля 1953 арестована в Горлаге за участие в Норильском восстании.
18 января 1954 осуждена лагерным судом Норильлага Министерства юстиции СССР (лагсудом «Ч»), по ст. 59-2 на 6 лет заключения с отбытием первых 5 лет в тюрьме. По этому делу вместе с ней проходили А. С. Петращук, М. М. Нич, Ю. Ф. Сафранович, А. Ю. Яскив, А. Г. Тофри, А. К. Дауге , А. Я. Мазепа, С. И. Коваль. 6 мая 1954 доставлена в Красноярскую тюрьму № 1. 19 ноября 1954 этапирована в тюрьму № 3 УВД Курганской обл. Возможно, с 31.07.1955 снова в Горлаге. Не позднее 2 сентября 1955 этапирована в Дубравлаг.

### После освобождения
Сведения о судьбе после освобождения противоречивы. Участник восстания Норильского восстания Михайло Баканчук утверждал, что Зеленская в 2001 году жила где-то на Ивано-Франковщине, эти сведения повторяют и некоторые вторичные источники. Участница восстания в женском лаготделении Горлага Ирена Мачульская считала, что Леся Зеленская «сейчас [до 2005 — ВП] живёт где-то в Восточной Украине».
По другим сведениям вышла замуж за кубанского казака.
Дальнейшая судьба неизвестна.